# Методи аналізу групового складу нафти
Методи аналізу групового складу нафти (рос. методы анализа группового состава нефти; англ. analysis methods of oil type content, нім. Analysenmethoden f pl der Erdölgruppenzusammensetzung) — сукупність неінструментальних методів аналізу (за критичними температурами розчинення; рефрактометричний, газохроматографічний; рідинної хроматографії на силікагелі в присутності флуоресціюючих індикаторів; оборотної газової хроматографії; екстрактивної кристалізації) і методів мас-спектрометрії, хромато-мас-спектрометрії, спектрального аналізу, функціонального аналізу (для сірко-, азото- і кисневмісних сполук).